# Hua
Hua  (en chino, 滑; pinyin, Huá (escuchar)ⓘ) es un condado  bajo la administración directa de la Prefectura Anyang en la Provincia de Henan, República Popular China.  Su área es de  km² y su población total para 2010 superó los  mil habitantes. 

## Administración
Desde octubre de 2023, el  Condado Hua  se divide en 23 pueblos que se administran en 3 subdistritos,  14 poblados y 6 villas.

## Toponimia
El topónimo Hua [/Juá/] proviene de la antigua ciudad  Huatai (滑台城). Según la tradición, en tiempos remotos hubo un clan llamado Hua que construyó fortificaciones en este lugar, y generaciones posteriores levantaron una ciudad.